# Paul Zimmerling
Paul Zimmerling (* 5. April 1927 in Höhr-Grenzhausen; † 17. August 2006) war ein deutscher Keramiker und Glasuren-Spezialist.

## Leben
Paul Zimmerling besuchte von 1949 bis 1951 die technische Abteilung der Staatlichen Höheren Fachschule für Keramik in Höhr-Grenzhausen und arbeitete in den Folgejahren (1951–61) bei der Fa. Dümler & Breiden, ebenfalls in Höhr-Grenzhausen, wo seine originellsten Arbeiten entstanden.
Vor allem in den 1950er Jahren gab er mit seinen Bildplatten, die bei zahlreichen Ausstellungen gezeigt wurden, der deutschen Keramik innovative Impulse. Besonders hervorzuheben sind seine Pionierarbeiten im Bereich der Materialmischung und der Farbbehandlung.

## Werk
Kritikermeinungen zu den Bildplatten, die Paul Zimmerling 1956 in der Ausstellung „Malerei, Plastik, Keramik“ in Frankfurt a. M. zeigte:
„Interessant auch von der Verarbeitung des Materials her sind die mit Draht eingelegten Platten Paul Zimmerlings, der in einigen Kompositionen bis zur völligen Loslösung aus dem Gegenständlichen vorstößt. Zimmerling ist der experimentierfreudigste Künstler dieser Gruppe. Schweifende Phantasie und ein stark ausgeprägtes rhythmisches Gefühl scheinen die Schwere des Materials fast zu überwinden.“
„Auf den Platten von Paul Zimmerling stoßen schwarz-weiße Konturen hart aufeinander, wo es gewünscht wird. Weich verfließen die Glasuren im Inneren eigenwillig proportionierter Flächen, sich verzahnend, sich wieder auflösend. Hinzu kommt ein schon geformtes Material, der Draht, welche der Flächenkontur entsprechend gebogen und verarbeitet wird. (...) Die Farben sind von einer in Keramikerkreisen ungewohnten Intensität.“